# Файнштейн, Эммануил Григорьевич
Файнштейн Эммануил Григорьевич (7 ноября 1919, Кривой Рог, Екатеринославская губерния — 19 ноября 1991, Кривой Рог, Днепропетровская область) — советский учёный, инженер-электромеханик. Доктор технических наук (1975), профессор (1978).

## Биография
Родился 7 ноября 1919 года в местечке Кривой Рог.
В 1944 году окончил Ленинградский политехнический институт, где затем преподавал.
Участник Великой Отечественной войны.
В 1945—1955 годах работал в «Узбекэнерго».
С 1953—1990 годах — в Криворожском горнорудном институте: старший преподаватель, доцент, профессор, заведующий кафедрой основ электромеханики и электрических машин.
Умер 19 ноября 1991 года в городе Кривой Рог.

## Научная деятельность
Специалист по аналитическим методам исследования магнитных систем, микропроцессорных систем управления тиристорным приводом. Исследовал проблемы электротехники и электропривода. Разработал методы расчёта магнитных цепей сепараторов.
Автор 250 научных трудов. Подготовил 10 кандидатов технических наук.

### Научные труды
- Микропроцессорные системы управления тиристорными электроприводами / М., 1986;
- О некоторых свойствах пондеромоторных сил в потенциальном поле // Электричество. — 1974. — № 3;
- Применение методов линейного программирования для расчета потенциальных полей // Электричество. — 1979. — № 10;
- Поле открытых многополюсных систем // Теоретическая электротехника. — 1974. — Вып. 17.

## Награды
- Почётная грамота Президиума Верховного Совета УССР;
- Орден Отечественной войны 2-й степени (6 апреля 1985)[1];
- Заслуженный работник высшей школы УССР.